# Maisa Abd Elhadi
Maisa Abd Elhadi (arabe : يناس الءساقا), née le 15 novembre 1985 à Nazareth est une actrice palestinienne citoyenne d'Israël connue pour ses rôles dans des films primés et plébiscités par la critique, tels que Trois Mille Nuits (2015), Tel Aviv on Fire (2018), The Reports on Sarah and Saleem (ar) (2018) et Gaza mon amour (2020),,.
Elle est assignée à résidence pendant une année en 2024 par Israël pour « apologie du terrorisme » sur les réseaux sociaux après l'attaque du 7 octobre 2023.
Abd Elhadi a remporté de nombreux prix, notamment le prix de la meilleure actrice au Festival du film de Dubaï en 2011 et au Festival du film de Durban en 2018,.

## Biographie
Maisa Abd Elhadi est née le 15 novembre 1985 à Nazareth, en Israël, de parents palestiniens musulmans.
À l'âge de vingt ans, elle rejoint un groupe de comédiens amateurs et commence à se produire avec eux à Nazareth. Parallèlement, elle obtient une licence en hydrothérapie à l'Institut d'éducation physique et sportive de Wingate. Alors qu'elle travaille comme serveuse, elle rencontre le metteur en scène Elia Suleiman, qui lui offre son premier rôle. À la suite de cette rencontre, elle commence à passer des auditions et à étudier à l'Académie des arts du spectacle de Tel-Aviv, où elle obtient son diplôme avec mention.

### Carrière

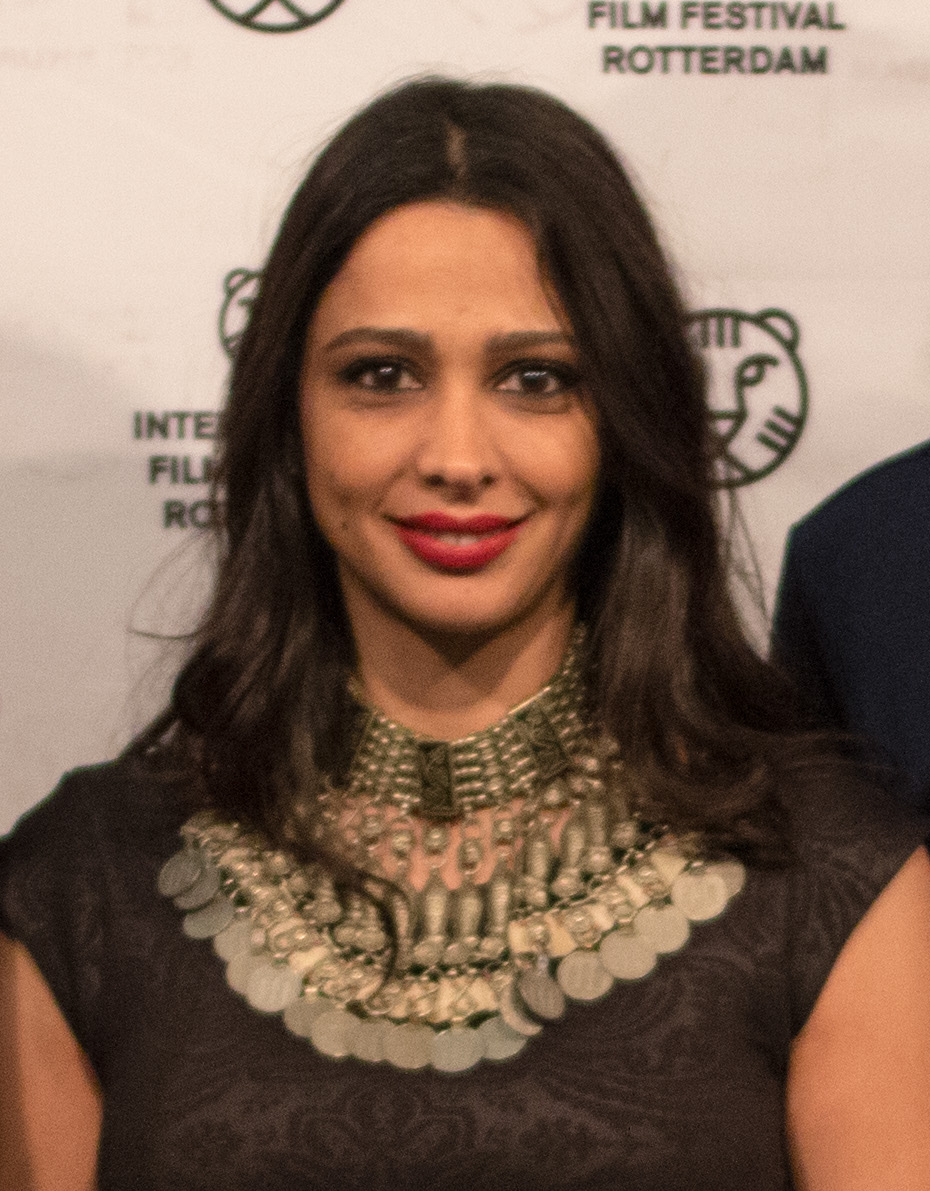
Maisa Abd Elhadi en 2018.

Abd Elhadi a joué son premier rôle dans le film primé d'Elia Suleiman, Le Temps qu'il reste (2009).
Les années suivantes, elle apparaît dans des films tels que Téléphone arabe (2010) de Sameh Zoabi et Habibi (2011) de Susan Youssef, ainsi que dans des séries télévisées comme Akhat Efes Efes (he) (2011) et Sirènes (2014).
En 2015, elle apparaît dans Le Chanteur de Gaza de Hany Abu-Assad, le premier long métrage à être tourné dans la bande de Gaza depuis des décennies. La même année, elle apparaît dans Trois Mille Nuits de Mai Masri, qui reçoit un accueil favorable par la critique. Elle interprète Layal, qui fait partie d'un groupe de prisonnières palestiniennes de Cisjordanie occupée retenues en captivité par Israël sous de fausses accusations. Le film est centré sur sa grossesse et la naissance d'un fils pendant sa détention,,.
Abd Elhadi a fait ses débuts sur la scène londonienne en 2016, en jouant dans la pièce Scenes From 68, via Skype. Écrite par la dramaturge Hannah Khalil, la pièce a été jouée à l'Arcola Theatre et met également en scène l'acteur expérimenté du West End Peter Polycarpou.
En 2018, Abd Elhadi apparaît dans les films primés et plébiscités par la critique, tels que The Reports on Sarah and Saleem (ar) (2018) et Tel Aviv on Fire (2018), ce dernier la voyant travailler à nouveau avec le réalisateur Sameh Zoabi,,,.
En 2020, elle tient un rôle principal dans la minisérie britannique Baghdad Central de Channel 4, réalisée par Alice Troughton, dans laquelle elle incarne Zahra, une traductrice irakienne qui commence à travailler avec les forces d'occupation américaines peu après l'invasion de l'Irak en 2003, parce qu'elle a besoin d'argent. Cependant, après avoir vu le comportement des Américains, elle réalise rapidement qu'elle a fait une grave erreur et rejoint la résistance irakienne, utilisant son accès aux Américains et à la zone verte à leur avantage .
En 2020, Abd Elhadi figure également au générique du drame romantique Gaza mon amour, présenté en avant-première à la Mostra de Venise où il est remarqué par la critique et reçoit plusieurs prix,.
Abd Elhadi travaille à nouveau avec le réalisateur Hany Abu-Assad en 2021, apparaissant dans le rôle principal du film Le Piège de Huda, un thriller politique se déroulant en Cisjordanie occupée par Israël, qui suit l'histoire de la jeune mère Reem, interprétée par Abd Elhadi, victime d'un collaborateur des Israéliens qui drogue les femmes dans les salons de coiffure et les déshabille et les photographie pour les faire chanter afin d'obtenir des informations à transmettre aux Israéliens. L'histoire est inspirée d'événements réels.

### Militantisme propalestinien et arrestation
Le 9 mai 2021, des soldats israéliens ont tiré un projectile non identifié sur Maisa Abd Elhadi, la touchant à la jambe et provoquant une hémorragie alors qu'elle revenait d'une manifestation pacifique à Haïfa, pour protester contre l'expulsion de familles palestiniennes de leurs maisons à Cheikh Jarrah,. Sa plainte a été classée sans suite par la justice israélienne.
Elle est arrêtée pour la première fois quelques jours après les attentats du 7 octobre. Le 12 octobre 2023, à 11 heures du matin, la police s'est présentée à son domicile à Nazareth, a confisqué illégalement son téléphone et l'a emmenée au poste de police central de la ville. Après l'avoir interrogée sur ses publications sur les réseaux sociaux, les policiers ont refusé de lui rendre son téléphone portable et l'ont menacée de la placer en détention si elle ne leur donnait pas le code d'accès de son téléphone. Finalement, elle a été assignée à résidence sans qu'on lui rende son téléphone, et l'accès à internet est coupé. Itamar Ben Gvir, ministre de la sécurité nationale, juge la punition trop clémente qualifie le juge d’« ennemi de l’intérieur ». Le 23 octobre, Maisa Abd Elhadi est arrêtée une seconde fois après une campagne de diffamation sur les réseaux sociaux menée par des artistes israéliens, et le ministre israélien Moshe Arbel a même tenté de la déchoir de sa nationalité israélienne. Pendant sa détention, Abd Elhadi a subi des violences physiques et verbales et la police israélienne l'a déplacée d'une prison à l'autre jusqu'à ce qu'elle soit traduite devant le tribunal le 9 novembre via Zoom. A l'issue du procès, Abdulhadi est assignée à résidence et n'est libérée qu'un an plus tard.
Les autorités israéliennes affirment que Mme Abd Elhadi avait publié sur les réseaux sociaux des messages soutenant le Hamas et le Jihad islamique, montrant notamment, selon la police, qu'elle faisait la comparaison entre la destruction de la barrière de séparation entre la bande de Gaza et l’État hébreu à la chute du mur de Berlin, et qu'elle exprimait sa joie devant l'enlèvement de soldats et de civils israéliens dans un groupe WhatsApp avec ses amis,. En conséquence, elle est arrêtée par la police israélienne pour être interrogée.
Selon le Centre juridique pour les droits de la minorité arabe en Israël Adalah, Maisa Abd Elhadi est l'une des 127 femmes palestiniennes arrêtées ou interrogées par la police israélienne pour des publications sur les médias sociaux entre le 7 octobre 2023 et le 27 mars 2024. Leurs témoignages révèlent l'utilisation systématique de pratiques humiliantes contre les citoyens palestiniens individuels pour imposer une dissuasion collective. Au poste de police, Maisa Abd Elhadi est fouillée à nu à plusieurs reprises et agressée physiquement et verbalement, notamment en étant traînée par les cheveux. La police israélienne l'a également photographiée menottée sous un drapeau israélien, un acte critiqué comme délibérément humiliant par les organisations de défense des droits de l'homme. Des médias israéliens ont également publié des informations privées la concernant, notamment son adresse personnelle et son numéro de téléphone, et diffusé une scène où elle apparaît nue extraite du film Le Piège de Huda.
En novembre 2024, le tribunal de première instance de Nazareth a décidé qu'Abd Elhadi serait libérée de son assignation à résidence qui avait duré environ un an, mais elle est toujours empêchée d'utiliser les médias sociaux, à l'exception de WhatsApp. Dans sa première réponse publique à ses déclarations, elle a exprimé ses regrets pour ses actes et a affirmé avoir agi de manière impulsive. Elle a également déclaré qu'elle recevait des dizaines de menaces de mort, qu'elle évitait de se rendre dans les lieux publics et qu'elle prévoyait de commencer une nouvelle vie en Espagne,.

## Filmographie
- 2009 : Le Temps qu'il reste
- 2011 : Téléphone arabe
- 2014 : Sirènes (série télévisée)
- 2014 : Metim LeRega (série télévisée)
- 2015 : Dégradé d'Arab et Tarzan Nasser
- 2015 : Trois Mille Nuits
- 2015 : Wounded Land d'Erez Tadmor
- 2015 : Jonction quarante-huit (he) (ג'נקשן 4) d'Udi Aloni[27]
- 2015 : Le Chanteur de Gaza
- 2016 : Personal Affairs (עניינים אישיים, Omor Shakhsiya) de Maha Haj
- 2016 : The Worthy d'Ali F. Mostafa
- 2017 : Tel Aviv on Fire
- 2017 : The Reports on Sarah and Saleem (ar) (التقارير حول سارة وسليم) de Muayad Alayan (ar)
- 2018 : Un tramway à Jérusalem d'Amos Gitaï
- 2018 : L'Ange du Mossad
- 2020 : Baghdad Central (série télévisée)
- 2020 : Gaza mon amour (غزة مونامور, Ghazzah munamur) d'Arab et Tarzan Nasser
- 2021 : Le Piège de Huda (صالون هدى)